# Imassine
 (novembre 2016).
Si vous disposez d'ouvrages ou d'articles de référence ou si vous connaissez des sites web de qualité traitant du thème abordé ici, merci de compléter l'article en donnant les références utiles à sa vérifiabilité et en les liant à la section « Notes et références ».
Imassine (amazigh : ⵉⵎⴰⵙⵉⵏ ; arabe : إماسين) est un village amazigh (berbère) chleuh localisé dans le Sud-Est du Maroc.

## Géographie

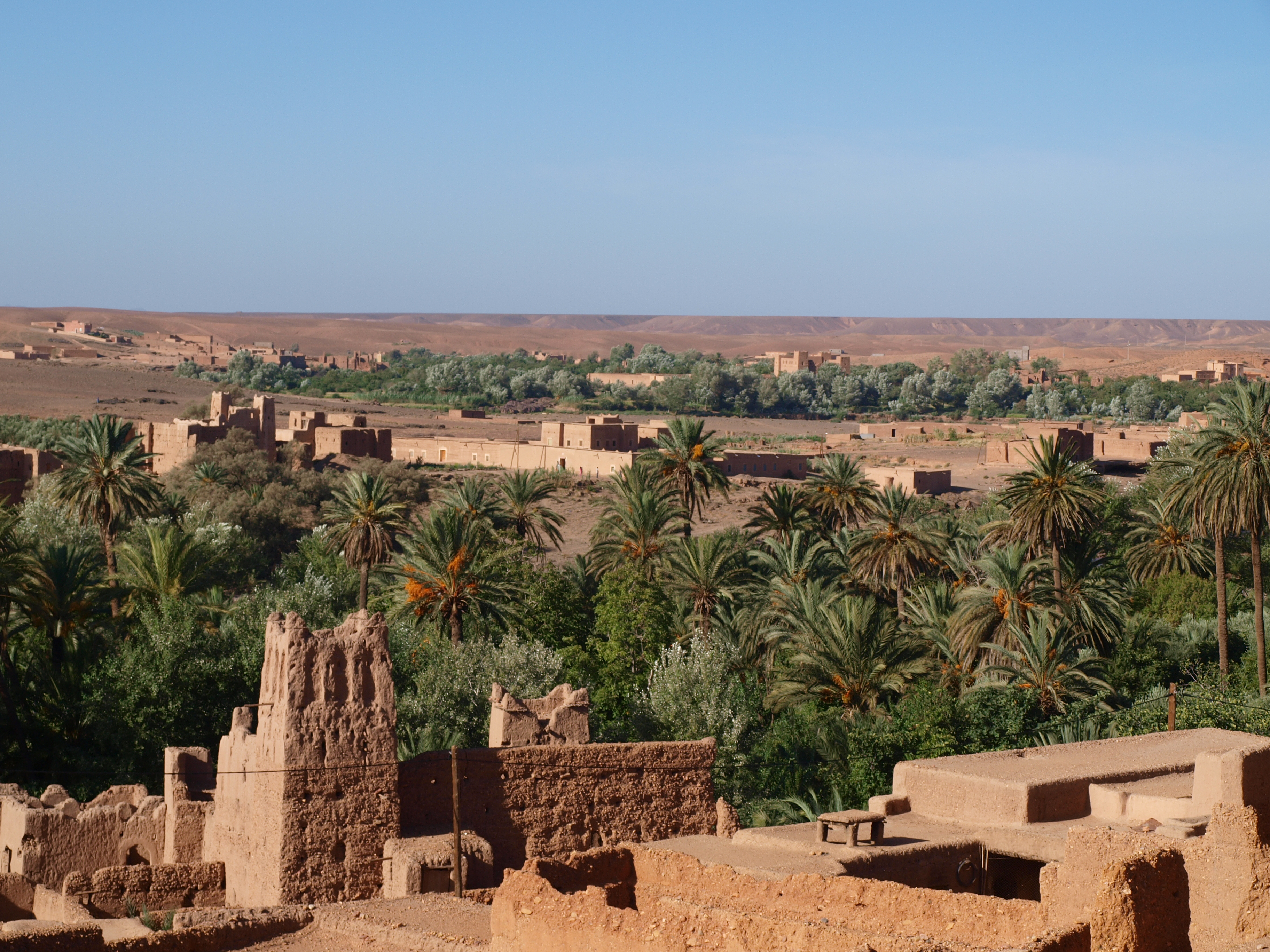
Paysage typique à Imassine

Situé sur le versant sud du Haut-Atlas dans la province de Ouarzazate, c’est un des villages de la tribu Aït Zekri de l'ancienne confédération des Imghranes dont les villages se situent entre le Haut-Atlas et le djebel Saghro.
Imassine est rattaché administrativement au Caïdat de Skoura et est localisé au nord-est de Ouarzazate, entre les communes de Skoura et de Kelaât-M'Gouna. Le village se trouve à près de 1 300 mètres d'altitude, en bordure d'une petite vallée traversée par l'Oued Dadès.
Imassine est accessible par la Route Nationale 10 et se situe à 70 km de la ville de Ouarzazate.

## Population et douars
Imassine compte environ 3500 habitants répartis sur plusieurs douars. Le village ancien est composé des douars Tamesraoute, Idernine, Timirighte, Majgougue, Lbour, Ifrane, Igherm Aqdim et Aït Mhamd. Ainsi que d'autres petits villages légèrement éloignés de 2 à 4 km, faisant partie de l'ensemble d'Imassine comme Taghzoute au Nord-Est, Bouykba et Aït Gendou à l'Est et Assaka au Sud.

## Environnement naturel et climat

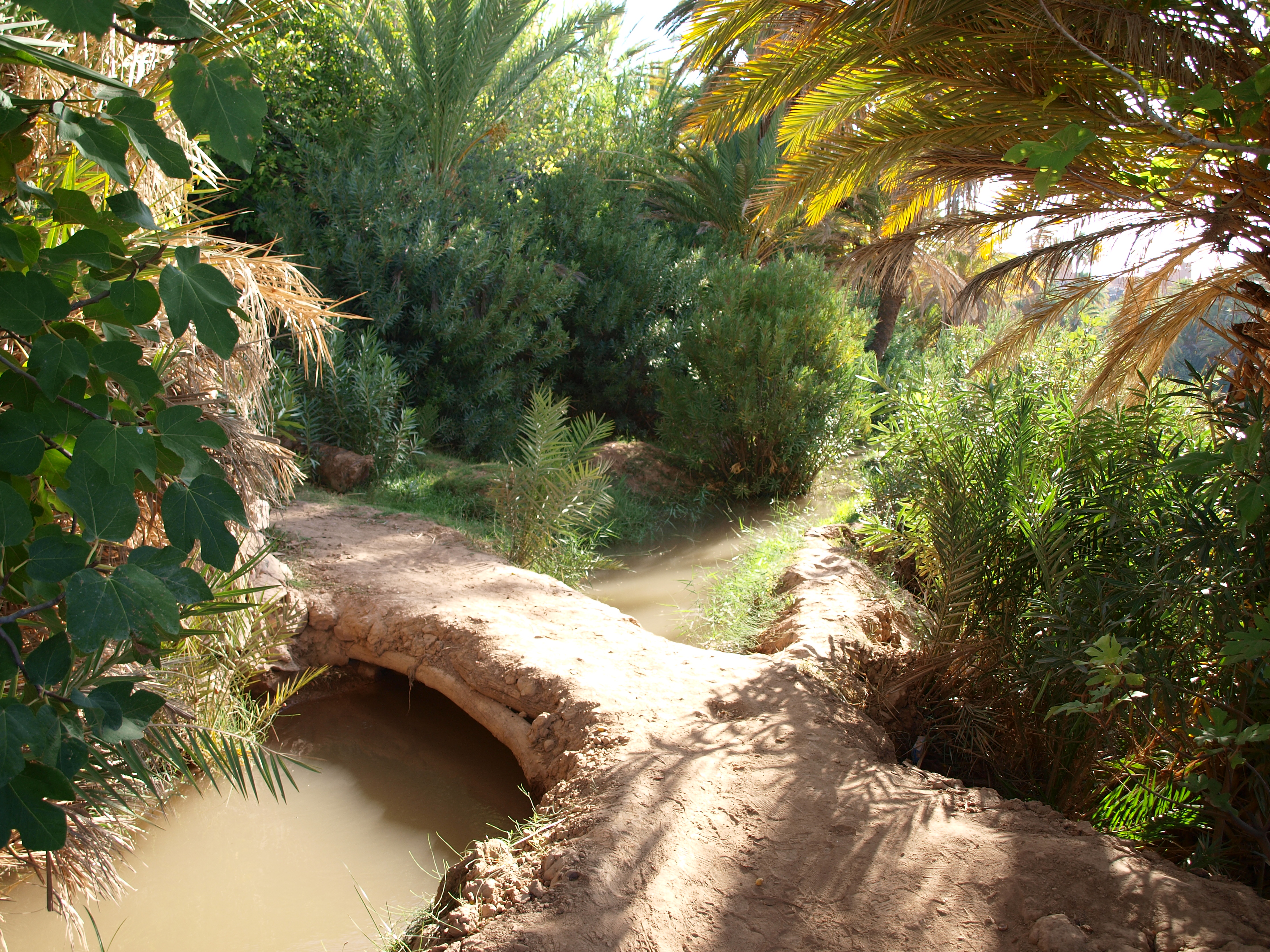
Seguia / Targa, technique traditionnelle d'irrigation par canaux à Imassine.
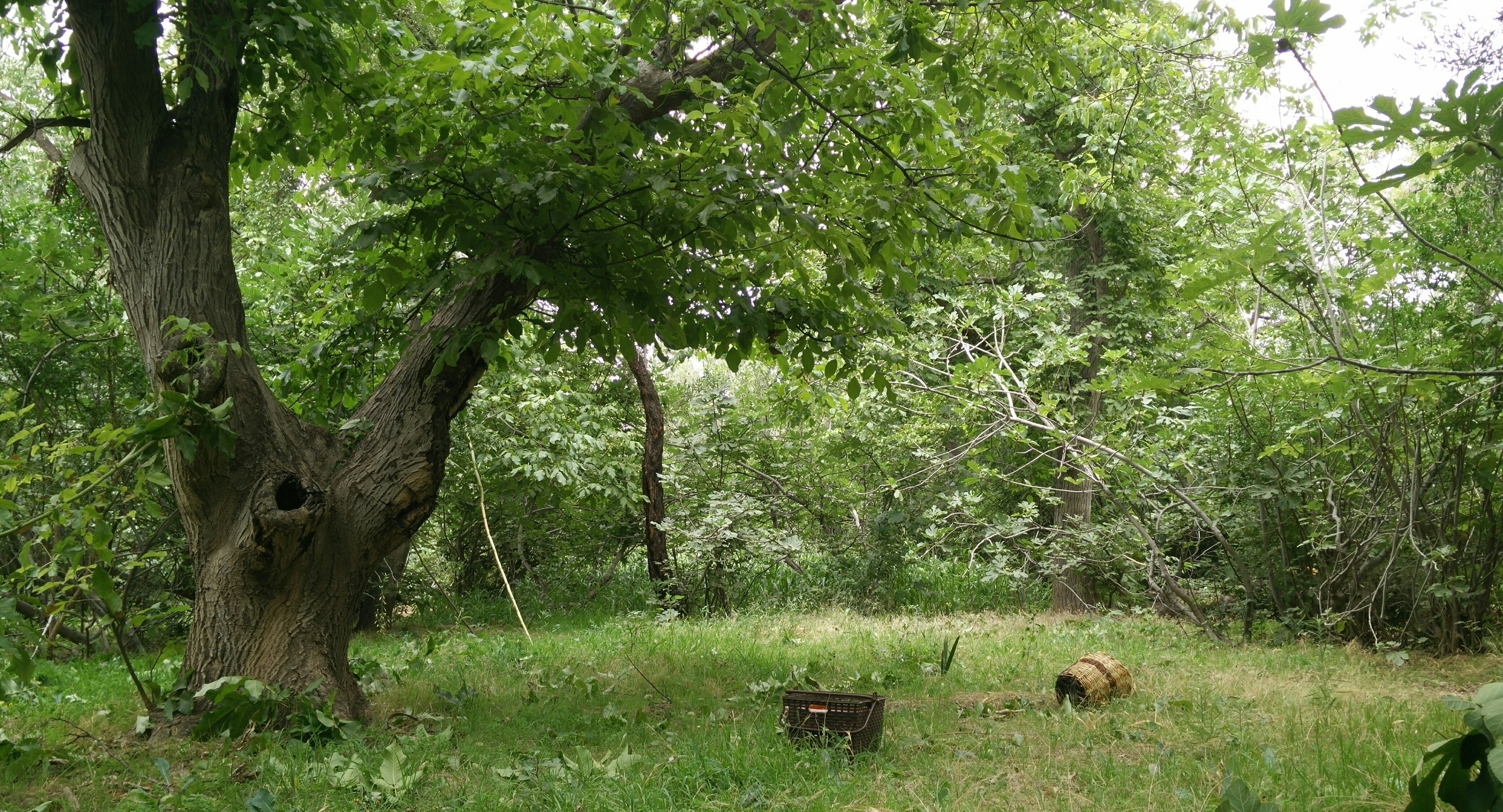
Noyer et figuiers dans un jardin à Imassine.
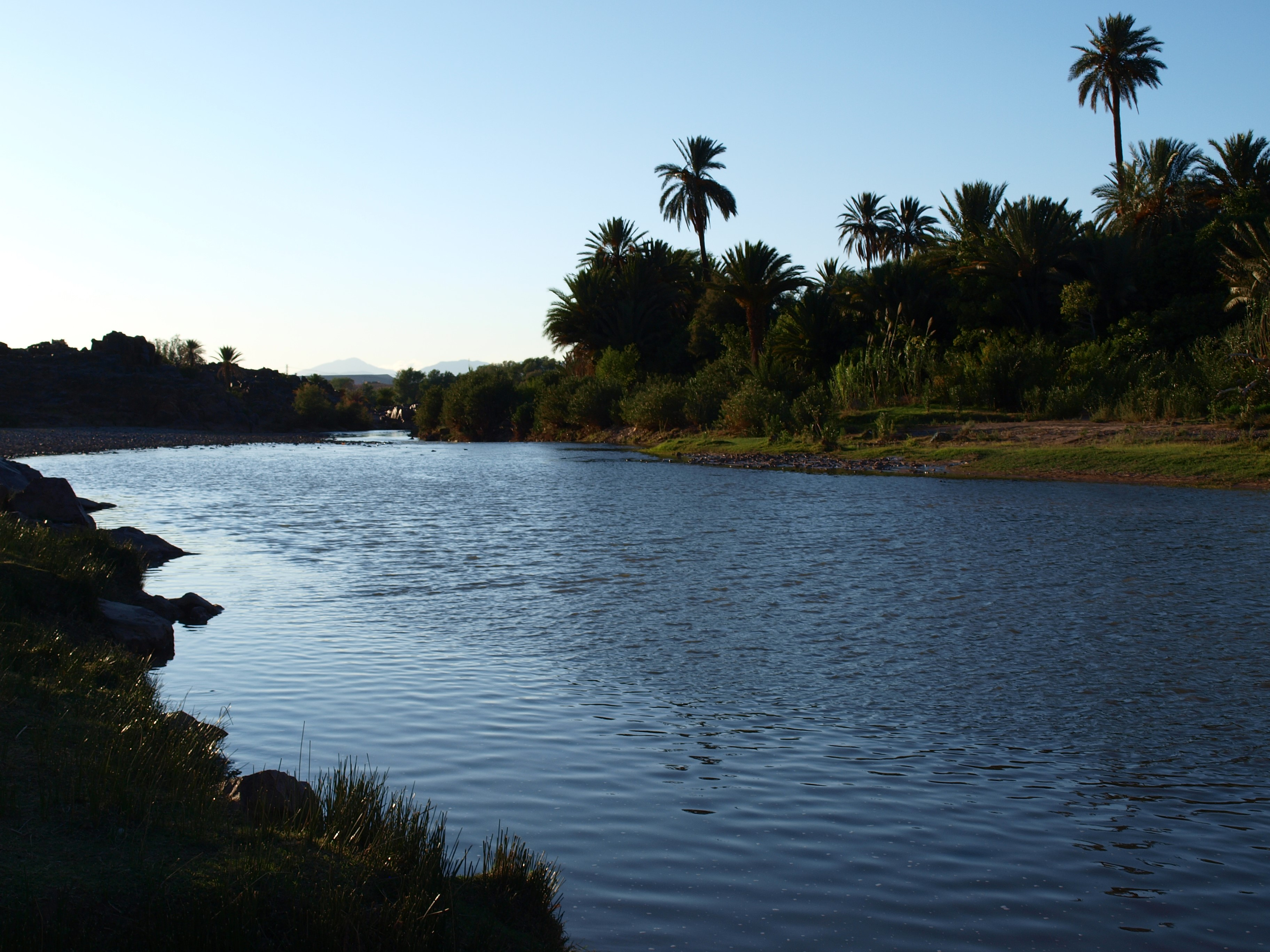
Vue sur l'oued Dadès à Imassine, province de Ouarzazate.

Le village est niché sur une petite vallée entre le Saghro et les hauts plateaux des contreforts sud du Haut-Atlas, dans un environnement oasien sur les rives de l'oued Dadès. Ce dernier traverse le village et permet aux populations locales d'irriguer leur jardins et champs selon les techniques traditionnelles des canaux (Seguia en arabe; Targa / ⵜⴰⵔⴳⴰ en amazigh). Ces canaux traversent le village en entier et alimentent les parcelles de jardins, chaque famille ayant ses propres parcelles. L'oued Dadès va ensuite se jeter sur le barrage El Mansour à environ 60 km, après avoir traversé plusieurs villages. La température varie de −5 °C en hiver à 38 °C en été.
Les ressources en eau y sont abondantes, hormis des cas exceptionnels de sécheresses connu entre 1998 et 1999 dans la région. Des puits privés sont présents dans un très grand nombre de foyers, même si une partie des douars sont raccordés en eau potable. Les douars de l'autre rive, comme Timiright ainsi que d'autres comme Bouykba, Assaka en sont dépourvus.
Les cultures maraichères sont présentes dans toute la vallée d'Imassine. La population y cultive de la luzerne pour le bétail, de l'orge, du blé, du maïs, et plusieurs arbres fruitiers tel que des amandiers, noyers, dattiers, figuiers, pêchers, grenadiers et des pieds de vignes de toutes sortes qui s'entremêlent aux arbres fruitiers. La culture de l'olivier y est de plus en plus présente ces dernières années.

## Modèle d'habitat

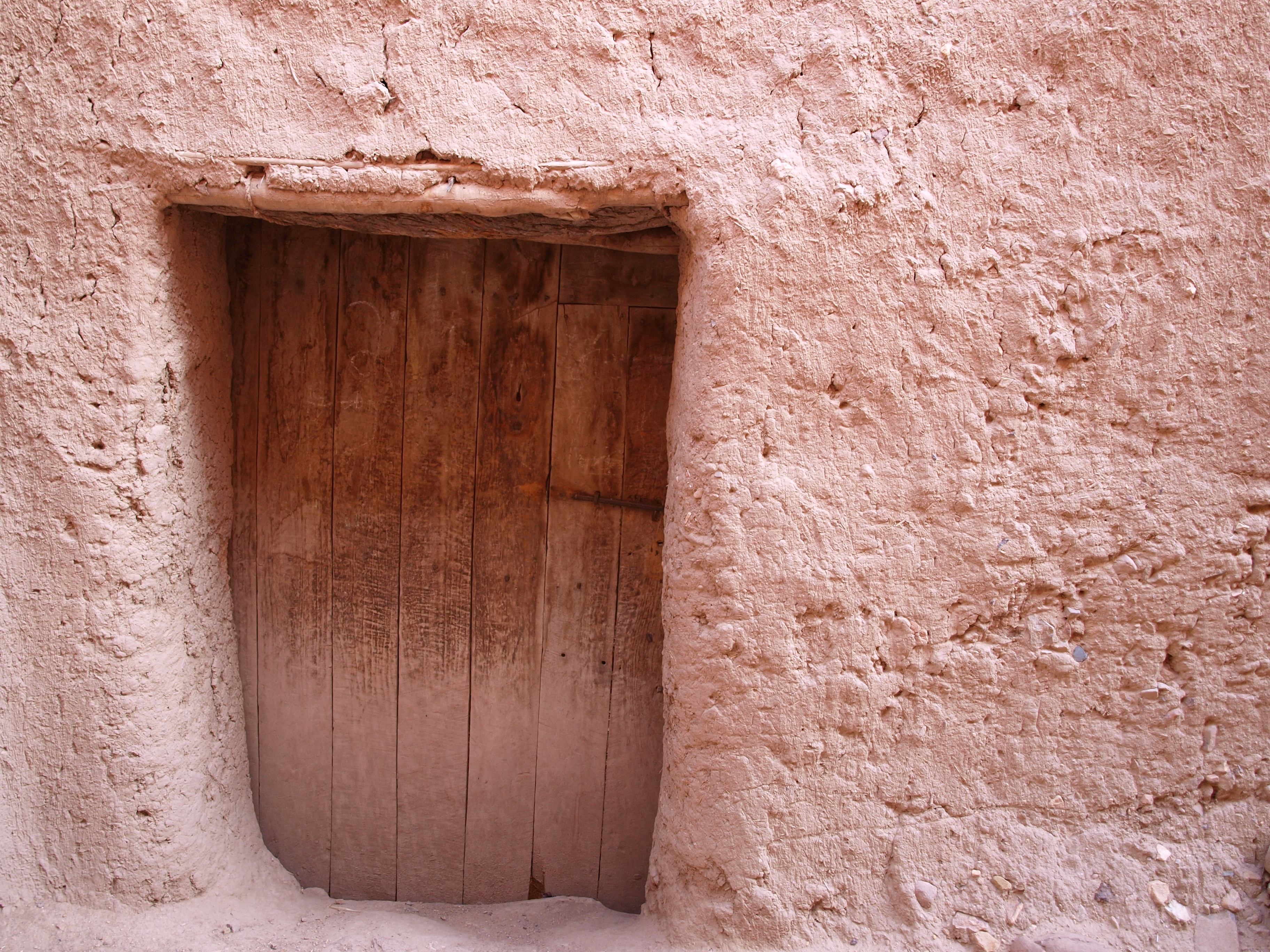
Exemple d'une ancienne maison en pisé à Imassine.

Le pisé est le type d'habitation authentique et traditionnel à Imassine et plus largement dans la région Drâa-Tafilalet.
Il est le modèle d'habitat qui reste majoritaire au village, même si de plus en plus d'habitants optent pour des constructions modernes de maisons en briques et ciment. Le pisé reste préféré car il est économique et la matière première disponible, ainsi que pour ses propriétés thermiques. Plus fraîches en été et plus chaudes en hiver qu'une maison moderne.
De nombreux igherm (casbahs fortifiées en pisé) sont encore présents mais pour la plupart en état de ruine, dont certains datant de plusieurs siècles selon des sources locales.
Pratiquement tous les foyers sont raccordés au réseau électrique avec des compteurs à carte rechargeable, les rares maisons non raccordés par manque de moyens utilisent le photovoltaïque à recharge de batteries.

## Images diverses

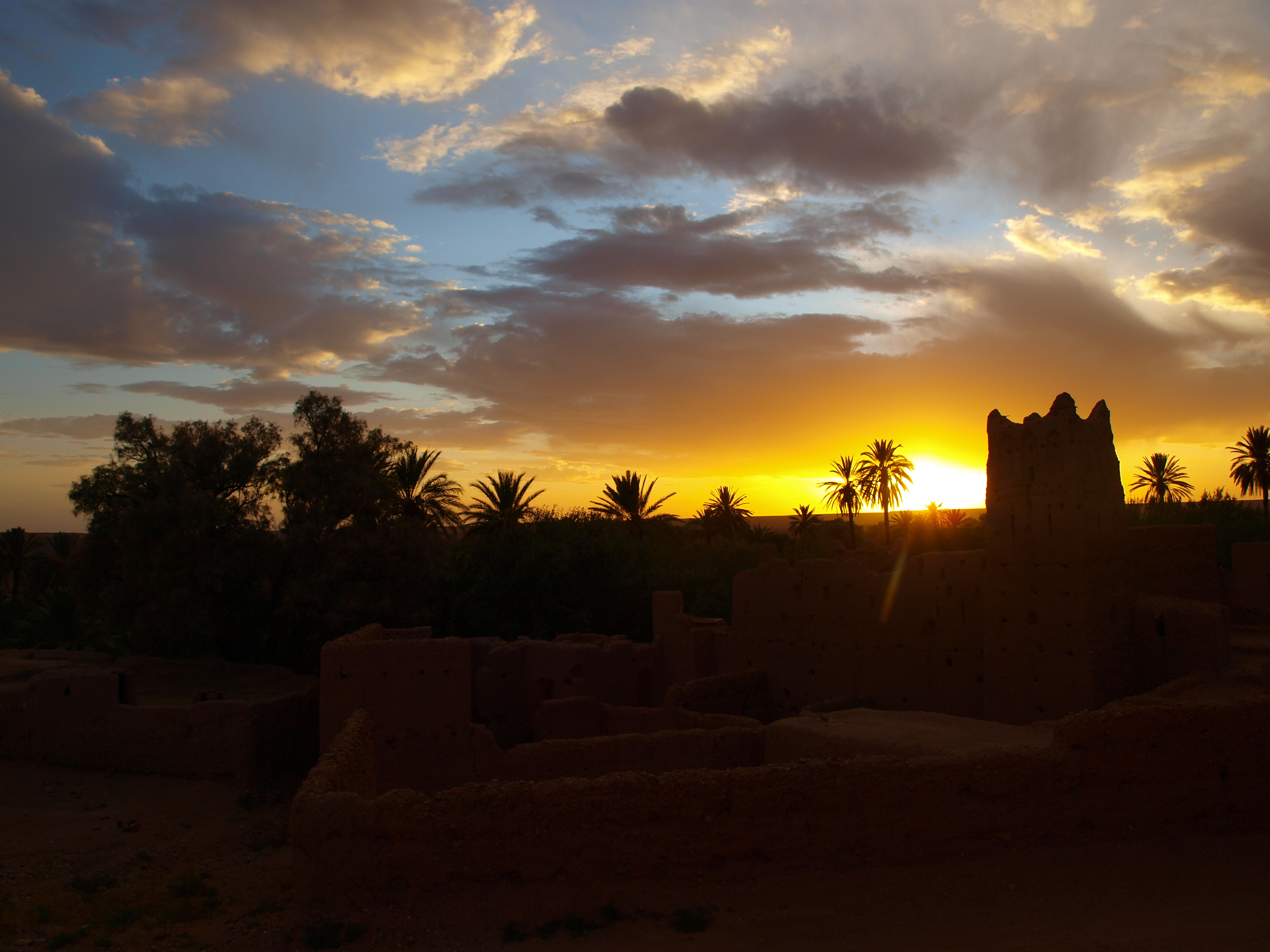
Coucher de soleil. Casbah (en amazigh : Igherm), demeure fortifiée en pisé.
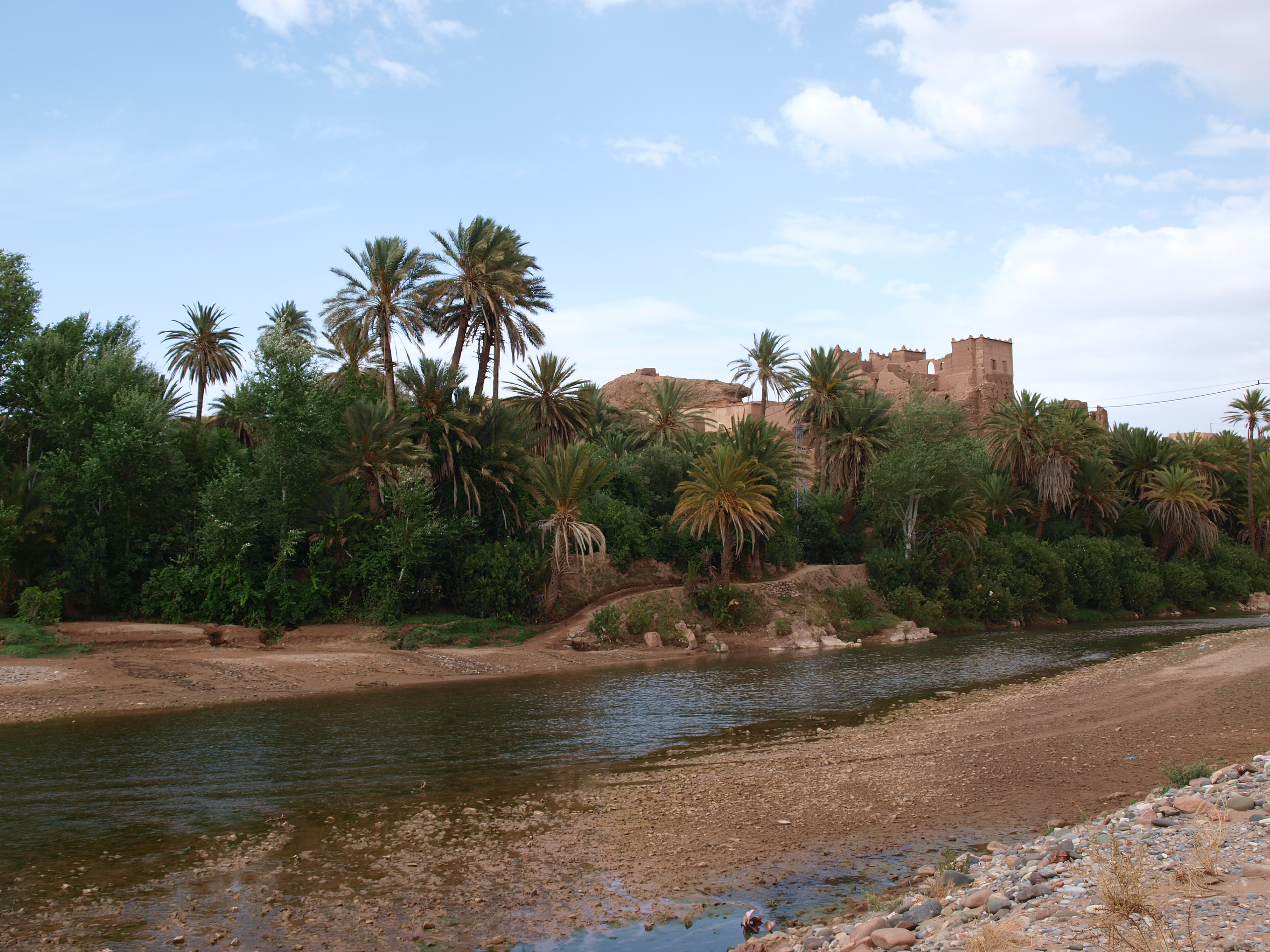
L'ancien Douar (quartier) "Igherm Aqdim"